# 예세 요로넨
예세 페카 요로넨(핀란드어: Jesse Pekka Joronen, 1993년 3월 21일 ~ )은 핀란드의 프로 축구 선수로, 세리에 A 클럽 베네치아와 핀란드 국가대표팀에서 골키퍼로 활약하고 있다. 그는 2013년에 핀란드 성인 국가대표팀에 데뷔했다.

## 구단 경력

### 풀럼
러시아 국경 근처에 위치한 라우턔르비의 작은 마을 심펠레에서 태어나고 자란 요로넨은 2009년에 풀럼 아카데미에 합류했다. 2010년 6월, 요로넨은 클럽과 첫 프로 계약을 체결하여 2013년까지 그곳에 머물게 되었다.
2012년 5월, 요로넨은 풀럼과 2년 연장 계약을 체결하여 2014년까지 클럽에 남게 되었다. 5개월 후인 2012년 10월 25일, 요로넨은 메이든헤드 유나이티드로 임대되었고, 2013년 2월에는 요로넨이 케임브리지 유나이티드로 임대되었다. 단 하루 후, 요로넨은 케임브리지의 대체 선수로 지명되기를 거부한 후 풀럼으로 돌아갔다.
메이든헤드 유나이티드에서 임대 생활을 마친 후, 요로넨은 핀란드로 돌아와 8월까지 베이카우스리가의 라흐티에 임대로 합류했다. 클럽에서 18경기에 출전하여 주전 골키퍼로 자리매김한 후, 요로넨은 8월 초에 모 클럽으로 복귀했다.

### 코펜하겐
2017년 12월 15일, 요로넨이 2018년 여름에 875,000유로의 이적료로 코펜하겐에 합류할 것이라고 발표되었다. 그는 5년 계약을 체결했다. 그는 2018년 7월 23일, 호브로와의 덴마크 수페르리가 경기에서 3-0 승리를 거두며 경기 데뷔 전을 치렀다.

### 베네치아
2022년 6월 30일, 요로넨은 세리에 B에서 베네치아와 4년 차 옵션으로 125만 유로의 이적료로 3년 계약을 체결했다. 요로넨은 2023년 10월 초에 근육 부상을 당해 약 두 달간 결장했다. 그는 2023년 12월 말에 다시 선발 라인업에 복귀했다. 2024년 6월 2일, 요로넨은 크레모네세와의 경기에서 두 장의 무실점 경기를 펼친 후, 베네치아가 승격 플레이오프를 통해 세리에 A로 승격하는 데 기여했다.

## 국가대표팀 경력
핀란드 U-17, U-19, U-21 국가대표팀에서 활약한 요로넨은 성인 대표팀에 소집되어 2013년 1월 24일, 태국과의 2013년 킹스컵에서 핀란드 국가대표팀에 데뷔했다.
요로넨은 2021년 5월 29일, 스웨덴과의 UEFA 유로 2020 대회 전 친선 경기에 소집되었다.